# Víctor Velásquez
Víctor Manuel Velásquez Molina (né le 12 avril 1976 à La Unión au Salvador) est un footballeur international salvadorien, qui évoluait au poste de défenseur.

## Biographie

### Carrière en sélection
Avec l'équipe du Salvador, il joue 53 matchs (pour 3 buts inscrits) entre 1999 et 2007. 
Il figure dans le groupe des sélectionnés lors des Gold Cup de 2002 et de 2003, où son équipe atteint à chaque fois les quarts de finale.
Il joue également 10 matchs comptant pour les tours préliminaires de la coupe du monde, lors des éditions 2002 et 2006.

## Palmarès
CD FAS
- Championnat du Salvador (5) :
  - Champion : 2002 (Clôture), 2002 (Ouverture), 2003 (Ouverture), 2004 (Ouverture) et 2005 (Clôture).
  - Vice-champion : 2001 (Clôture), 2004 (Clôture), 2006 (Clôture), et 2011 (Clôture).